# Samuel Hart Wright
Samuel Hart Wright (1825-1905) fue un médico y botánico estadounidense, quien realizó ocho identificaciones y clasificaciones de nuevas especies de la familia de las ciperáceas, las que publicara en Amer. J. Sci. Ser. II; Bull. Torrey Bot. Club; J. Arnold Arbor.
En 1856, se dedicó al estudio de la botánica, y en tres años colectó más de 3000 especímenes de herbario, añadiendo además especies de Europa y otros del sur y el oeste, constituyendo una colección de casi seis mil plantas de un valor de doce mil dólares.

## Algunas publicaciones
- Miles M. Rodgers, Samuel Hart Wright. 1848. The Agriculturist's guide, and almanac for 1849 ... Ed. Shepard & Reed. 83 pp.
- Thomas Affleck, Samuel Hart Wright. 1853. Affleck's Southern rural almanac, and plantation and garden calendar, for 1854 ... 132 pp.
- David Young, Samuel Hart Wright, William Harrison De Puy. 1860. The Methodist almanac. Ed. G. Lane, for the Methodist Episcopal Church en línea. 116 pp.

- La abreviatura «S.H.Wright» se emplea para indicar a Samuel Hart Wright como autoridad en la descripción y clasificación científica de los vegetales.[2]